# Опір (серіал 2019)
Опір (англ. Resistance), випущений як другий сезон «Повстання» (Rebellion. Season 2) — історичний серіал  за сценарієм Коліна Тівана. Перший показ відбувся 06 січня 2019 року.

## Історія створення
За словами Коліна Тівана, під час створення фільму його цікавили цілі та засоби боротьби, а також те, що «для досягнення справедливої та бажаної мети ми повинні бути несправедливими». Також він сказав, що у фільмі намагався збалансувати погляд на конфлікт. 

## Сюжет
Фільм розповідає про продовження боротьби ірландського народу за незалежність.
Після розгрому Великоднього повстання у Дубліні розташована британська військова адміністрація, яка жорстокими насильницькими методами намагалася тримати Ірландію під контролем.
З іншого боку, не менш жорстоко діяли бійці ІРА, прагнучи визволити свою країну.
Зрештою британці та лідери ірландського визвольного руху усвідомили необхідність перемовин, за результатами яких була укладена угода та Ірландія (Ірландська Вільна Держава) отримала автономію у складі Британської імперії.
Частина ірландських лідерів, зокрема Майкл Коллінз, який був одним з її авторів, вважала, що, враховуючи поточну перевагу Британії, ця угода дасть змогу накопичити сили та в подальшому дістатись повної незалежності.
Проте інші вважали угоду зрадою, заявили про її невизнання та початок нової війни.

## Сприйняття
Хоча фільм і не отримав високої оцінки, видання Irish Independent відмічає, що «це достатньо компетентна драма».